# Trans-Kalahari Corridor
Der Trans-Kalahari Corridor (deutsch Trans-Kalahari-Fernstraße), ehemals Trans-Kalahari Highway, ist eine durch die SADC-Staaten Namibia, Botswana und Südafrika führende Fernstraße. Es handelt sich um einen der wichtigsten Handels- und Transportwege der Region. Er wurde 1998 durch Botswana und Namibia eröffnet. Die anfänglichen Investitionskosten betrugen 850 Millionen Namibia-Dollar.

## Geschichte
Die Planung geht auf die Forschungsreise von James Chapman zurück, der bereits um 1850 die Route als Handelsweg erkundete. Die danach als Sandstraße bestehende Straße wurde Ende des 20. Jahrhunderts über ihren gesamten Verlauf als Asphaltstraße ausgebaut und steht seit 1998 als Verbindungsstraße zwischen Walvis Bay und Swakopmund am Atlantik sowie Johannesburg in Südafrika zur Verfügung. Der Trans-Kalahari-Highway wird vom Güterverkehr genutzt, da er die Entfernung von Windhoek nach Johannesburg gegenüber der bisher üblichen Südroute über Upington um etwa 400 Kilometer verkürzt.

## Verlauf
Von der Atlantikküste kommend, bildet die namibische Nationalstraße B2 die Verbindung ins Landesinnere bis nach Okahandja, wo sie in die Nationalstraße B1 bzw. Autobahn A1 einmündet. Die Strecke folgt dieser nach Süden in die Hauptstadt Windhoek. Von dort verzweigt sich die Nationalstraße B6 weiter Richtung Osten. Sie führt bis Botswana an den Grenzübergang Buitepos.
In Botswana wird die Strecke weiter als A2 geführt. Knapp 150 Kilometer hinter der Grenze endet die ostwärts führende Strecke südlich von Ghanzi und verzweigt sich nach Nordost und Südost; der Weg nach Südafrika und zur Ostküste wird südlich fortgesetzt und führt durch kleine Ortschaften wie Kang und Sekoma, bevor Jwaneng und Kanye erreicht werden. Dort wird sie zur A10 bis Gaborone.
Der Trans-Kalahari-Korridor kreuzt den Tripolis-Windhoek-(Kapstadt)-Highway bei Windhoek, und den Kairo-Gaborone-Kapstadt-Highway bei Lobatse. Hinter Lobatse überquert der Highway den Grenzübergang nach Südafrika. Die hier als N4 bezeichnete Nationalstraße führt durch Zeerust und Rustenburg, bevor die südafrikanische Hauptstadt Pretoria umfahren wird und die Straße in Johannesburg endet. Hier schließt der Korridor an den Maputo Corridor aus Mosambik an.